# Едисто (Јужна Каролина)
Едисто (енгл. Edisto) насељено је место без административног статуса у америчкој савезној држави Јужна Каролина.

## Демографија
По попису из 2010. године број становника је 2.559, што је 73 (-2,8%) становника мање него 2000. године.
| Група             | 2000.         | 2010.         |
| Белци             | 745 (28,3%)   | 579 (22,6%)   |
| Афроамериканци    | 1.831 (69,6%) | 1.893 (74,0%) |
| Азијати           | 12 (0,5%)     | 4 (0,2%)      |
| Хиспаноамериканци | 20 (0,8%)     | 68 (2,7%)     |
| Укупно            | 2.632         | 2.559         |